# Camping World Watkins Glen Grand Prix 2009
Camping World Watkins Glen Grand Prix 2009 var ett race som var den nionde deltävlingen i IndyCar Series 2009. Racet kördes den 5 juli på Watkins Glen International. Justin Wilson tog Dale Coyne Racings första vinst någonsin, efter att stallchefen Dale Coyne kämpat i 25 år för att vinna. Det var Wilsons andra vinst i IndyCar Series, och den gav honom en plats bland de tio första i mästerskapet. Ryan Briscoe tog in viktiga poäng på nya mästerskapsledaren Scott Dixon, genom att sluta tvåa. Dixon övertog totalledningen, efter att ha blivit trea, samtidigt som stallkamraten Dario Franchitti i Chip Ganassi Racing, tappat bilen och snurrat av under loppets första halva.

## Slutresultat
| Plats | Förare            | Team                     | Grid | Kvaltid  |
| ----- | ----------------- | ------------------------ | ---- | -------- |
| 1     | Justin Wilson     | Dale Coyne Racing        | 2    | 1.29,310 |
| 2     | Ryan Briscoe      | Team Penske              | 1    | 1.28,597 |
| 3     | Scott Dixon       | Chip Ganassi Racing      | 3    | 1.29,727 |
| 4     | Hélio Castroneves | Team Penske              | 13   | 1.29,866 |
| 5     | Marco Andretti    | Andretti Green Racing    | 8    | 1.29,353 |
| 6     | Mike Conway       | Dreyer & Reinbold Racing | 6    | 1.29,171 |
| 7     | Ernesto Viso      | HVM Racing               | 10   | 1.29,566 |
| 8     | Tony Kanaan       | Andretti Green Racing    | 9    | 1.29,413 |
| 9     | Robert Doornbos   | Newman/Haas Racing       | 17   | 1.30,626 |
| 10    | Dan Wheldon       | Panther Racing           | 11   | 1.29,913 |
| 11    | Danica Patrick    | Andretti Green Racing    | 7    | 1.29,207 |
| 12    | Raphael Matos     | Luczo Dragon Racing      | 18   | 1.30,498 |
| 13    | Graham Rahal      | Newman/Haas Racing       | 15   | 1.29,952 |
| 14    | Mário Moraes      | KV Racing Technology     | 4    | 1.29,800 |
| 15    | Dario Franchitti  | Chip Ganassi Racing      | 5    | -        |
| 16    | Ed Carpenter      | Vision Racing            | 21   | 1.31,685 |
| 17    | Milka Duno        | Dreyer & Reinbold Racing | 19   | 1.33,682 |
| 18    | Hideki Mutoh      | Andretti Green Racing    | 12   | 1.29,794 |
| 19    | Richard Antinucci | 3G Racing                | 20   | 1.31,191 |
| 20    | Paul Tracy        | KV Racing Technology     | 14   | 1.30,616 |
| 21    | Ryan Hunter-Reay  | Vision Racing            | 16   | 1.30,400 |